# ГЕС Гульселе
ГЕС Гульселе — гідроелектростанція у центральній частині Швеції. Розташована між ГЕС Хельбі (вище за течією) та ГЕС Дегерфорсен, входить до складу каскаду на річці Онгерманельвен (у верхній течії Aselealven), яка впадає в Ботнічну затоку Балтійського моря за півтори сотні кілометрів на південний захід від Умео.
Для роботи станції річка перекрита греблею вигнутої форми висотою 15 метрів та довжиною понад 0,6 км з двома блоками водоскидів по три шлюзи у кожному. Здатність споруди пропускати воду під час повені збільшили з 1340 м3/с до 1835 м3/с у 2010 році в межах програми з підвищення безпеки гідротехнічних споруд на річці Онгерманельвен.
Розташований ліворуч від греблі машинний зал обладнали трьома турбінами типу Каплан загальною потужністю 64 МВт, які при напорі  у 29 метрів забезпечували виробництво 315 млн кВт-год електроенергії на рік. Станом на середину 2010-х років внаслідок модернізації потужність станції довели до 72 МВт.
Відпрацьована вода повертається в річку нижче по течії через відвідний тунель.